# Christophe Lamaison
Christophe Lamaison (Dax, 8 aprile 1971) è un ex rugbista a 15 e imprenditore francese, tuttora il miglior realizzatore internazionale di punti per la Francia.

## Biografia
Cresciuto sportivamente ad Habas (Landes), debuttò nel rugby di alto livello con il Bayonne, per poi passare al Brive, club con il quale si laureò campione d’Europa nel 1997; esordiente in Nazionale francese nel corso dei test di fine anno del 1996 contro il Sudafrica, prese parte ai Cinque Nazioni del 1997 e 1998, che la Francia vinse in entrambi i casi con il Grande Slam.
Prese parte alla Coppa del Mondo di rugby 1999 in Galles, nel corso della quale diede un decisivo contributo in punti al raggiungimento della finale; in particolare, nella semifinale del torneo, disputata a Twickenham contro la Nuova Zelanda e vinta dalla Francia 43-31, Lamaison si produsse in un full house (una meta, 2 trasformazioni, 3 calci piazzati e 2 drop ) che valse 28 punti; nella successiva finale, persa contro l'Australia, fu comunque lo stesso Lamaison a segnare l'intero score per la sua squadra (12 punti, frutto di 4 calci piazzati).
Lasciato il Brive, dopo un biennio all'Agen terminò la carriera professionistica al Bayonne, il club che lo aveva visto esordire in campionato.
Prese parte, ancora, al Sei Nazioni 2000 e quello del 2001, nel corso del quale disputò il suo 37º e ultimo incontro internazionale, contro il Galles; lo score di 380 punti (2 mete, 59 trasformazioni, 78 calci piazzati e 6 drop ) fa di Christophe Lamaison il miglior realizzatore della Nazionale francese.
A 33 anni, nel 2004, nonostante un'offerta degli inglesi del Saracens, decise di rimanere in Francia in un club dilettantistico di terza divisione, a Saint-Médard-en-Jalles, per seguire Quatrième mi-temps (Quarto tempo ), impresa da lui fondata insieme a un suo ex compagno di squadra, orientata alla ricerca e allo sviluppo di fonti di energia rinnovabile in partenariato con l'EDF.

## Palmarès
- Heineken Cup: 1
Brive: 1996-97

## Statistiche

### Statistiche di club
| Competizione           | G  | Mt | Tr | CP | Dr | Pt  |
| ---------------------- | -- | -- | -- | -- | -- | --- |
| Heineken Cup           | 16 | 1  | 19 | 48 | 3  | 196 |
| European Challenge Cup | 25 | 2  | 76 | 34 | -  | 264 |
| Totali                 | 41 | 3  | 95 | 82 | 3  | 460 |

### Statistiche internazionali
| Competizione       | G  | Mt | Tr | CP | Dr | Pt  |
| ------------------ | -- | -- | -- | -- | -- | --- |
| Coppa del Mondo    | 6  | 1  | 9  | 12 | 2  | 65  |
| Cinque/Sei Nazioni | 12 | 1  | 23 | 29 | 2  | 144 |
| Amichevoli         | 19 | -  | 27 | 37 | 2  | 171 |
| Totali             | 37 | 2  | 59 | 78 | 6  | 380 |